# باشگاه فوتبال اتلتیکو مادرید در فصل ۲۲–۲۰۲۱
در فصل ۲۲–۲۰۲۱، اتلتیکو مادرید ۱۱۵ اُمین فصل خود را سپری می‌کند و ۲۰ اُمین حضور متوالی این تیم در بالاترین سطح فوتبال اسپانیا است.
علاوه بر لالیگا که اتلتیکو مادرید مدافع عنوان قهرمانی نیز هست، این تیم در مسابقات این فصل کوپا دل ری، سوپرجام اسپانیا و لیگ قهرمانان اروپا شرکت خواهد کرد.

## خلاصه

#### پیش فصل
دیگو سیمئونه سرمربی موفق اتلتیکو که در فصل پیش موفق به قهرمانی لالیگا شد ، در فصل جدید نیز هدایت این تیم را بر عهده دارد.
در نقل و انتقالات اتلتیکو مادرید ضمن حفظ تیم سال قبل موفق جذب بازیکنانی چون پائولو ، رودریگو و متئوس کونیا شد و این بازیکنان در فصل جدید به تیم اضافه شدند.
اما در ۱۰ مرداد ۱۴۰۰ آنتوان گریزمان با عقد قراردادی قرضی به مترو پولیتانو بازگشت و دوباره بازیکن اتلتیکو مادرید شد. همچنین سائول نیگز با انتقالی قرضی به چلسی پیوست.

## لیست تیم
| شماره پیراهن | پست   | ملیت                 | بازیکن         |
| ------------ | ----- | -------------------- | -------------- |
| ۱            | گلر   | فرانسه               | بنژامین لکومته |
| ۲            | مدافع | اروگوئه              | خوزه خیمنز     |
| ۴            | هافبک | جمهوری آفریقای مرکزی | جفری کوندوگبیا |
| ۵            | هافبک | آرژانتین             | رودریگو د پل   |
| ۶            | هافبک | اسپانیا              | کوکه           |
| ۷            | مهاجم | پرتغال               | ژوآئو فلیکس    |
| ۸            | هافبک | فرانسه               | آنتوان گریزمن  |
| ۹            | مهاجم | اروگوئه              | لوییز سوارز    |
| ۱۰           | هافبک | آرژانتین             | آنخل کوریا     |
| ۱۱           | هافبک | فرانسه               | توما لمار      |
| ۱۲           | مدافع | برزیل                | رنان لودی      |
| ۱۳           | گلر   | اسلوونی              | یان اوبلاک     |
| ۱۴           | هافبک | اسپانیا              | مارکوس یورنته  |
| ۱۵           | مدافع | مونته‌نگرو            | استفان ساویچ   |
| ۱۶           | هافبک | مکزیک                | هکتور هررا     |
| ۱۷           | مهاجم | صربستان              | ایوان شاپونیچ  |
| ۱۸           | مدافع | برزیل                | فیلیپه         |
| ۱۹           | مهاجم | برزیل                | ماتئوس کنها    |
| ۲۱           | هافبک | بلژیک                | کاراسکو        |
| ۲۲           | مدافع | اسپانیا              | ماریو هرموسو   |
| ۲۳           | هافبک | انگلستان             | کیرن تریپیر    |
| ۲۴           | مدافع | کرواسی               | شیمه ورسایکو   |

- منبع :[۳]

## رقابت ها

### لالیگا

#### جزئیات بازی
| ۱ | سلتاویگو                                                                                | ۱ – ۲ | اتلتیکو مادرید                                                                                        | ویگو             |
|   | آسپاس ۵۹' (پنالتی) '۵+۹۰ · سوارز '۷۷ · سولاری '۸۶ · خوزه فونتان '۹۰ · هوگو مالو '۵+۹۰ · | گزارش | لمار '۱۱ · کوریا ۲۳'، ۶۴' · یورنته '۵۷ · کوندوگبیا '۶۱ · کاراسکو '۲+۹۰ · هرموسو '۵+۹۰ · خیمنز '۹+۹۰ · | تماشاگران: ۵،۴۰۱ |

| ۲ | اتلتیکو مادرید                          | ۱ – ۰ | الچه               | مادرید            |
|   | کوریا ۳۹' · سوارز '۹۰ · کوندوگبیا '۶+۹۰ | گزارش | وردو '۶۵ بندتو '۸۸ | تماشاگران: ۲۴،۹۲۶ |

| ۳ | اتلتیکو مادرید                                                            | ۲ – ۲ | ویارئال                                            | مادرید            |
|   | کوریا '۲۸ · لمار '۴۵ · سوارز ۵۶' '۵۹ · د پل '۸۵ · مندی ۵+۹۰' (گل‌به‌خودی) · | گزارش | تریگوئروس ۵۲' · مورنو '۶۱ · آرنات ۷۴' · رولی '۸۵ · | تماشاگران: ۲۶،۸۴۰ |

| ۴ | اسپانیول                           | ۱ – ۲ | اتلتیکو مادرید                                                               | بارسلون           |
|   | ده توماس ۴۰' · نیکو ملامد '۱۱+۹۰ · | گزارش | هرموسو '۳۱ · کاراسکو ۷۹' '۸+۹۰ · کوندوگبیا '۸۲ · لمار ۹+۹۰' · فلیکس '۱۱+۹۰ · | تماشاگران: ۱۵،۳۲۱ |

| ۵ | اتلتیکو مادرید                                         | ۰ – ۰ | اتلتیک بیلبائو         | مادرید            |
|   | کوندوگبیا '۳۶ · فلیکس '۷۸ '۷۸ · ساویچ '۷۹ · کنها '۹۰ · | گزارش | گارسیا '۳۰ ویلیامز '۸۲ | تماشاگران: ۳۸،۷۹۸ |

| ۶ | ختافه                                                                    | ۱ – ۲ | اتلتیکو مادرید                                                         | ختافه            |
|   | میتروویچ ۴۵' · ماتا '۶۵ · آلنیا '۶۶ '۷۴ · ماکسیمویچ '۹۰ · کوئنکا '۵+۹۰ · | گزارش | سوارز '۲۲ ۷۸'، ۹۰' · هررا '۶۴ · خیمنز '۶۶ · کاراسکو '۹۰ · کنها '۵+۹۰ · | تماشاگران: ۸،۹۵۰ |

| ۷ | دپورتیوو آلاوز                          | ۱ – ۰ | اتلتیکو مادرید                     | بیتوریا          |
|   | لاگواردیا ۴' · سیلا '۳۱ · ان‌دیایه '۳۶ · | گزارش | ساویچ '۱۷ تریپیر '۵۳ کوندوگبیا '۵۵ | تماشاگران: ۹،۸۳۶ |

#### جایگاه در جدول
| رتبه | تیم             | بازی | برد | مساوی | باخت | گل زده | گل خورده | گل تفاضل | امتیاز | صعود یا سقوط                    |
| ---- | --------------- | ---- | --- | ----- | ---- | ------ | -------- | -------- | ------ | ------------------------------- |
| ۱    | رئال مادرید (C) | ۳۸   | ۲۶  | ۸     | ۴    | ۸۰     | ۳۱       | ۴۹+      | ۸۶     | صعود به مرحله‌گروهی لیگ قهرمانان |
| ۲    | بارسلونا        | ۳۸   | ۲۱  | ۱۰    | ۷    | ۶۸     | ۳۸       | ۳۰+      | ۷۳     | صعود به مرحله‌گروهی لیگ قهرمانان |
| ۳    | اتلتیکو مادرید  | ۳۸   | ۲۱  | ۸     | ۹    | ۶۵     | ۴۳       | ۲۲+      | ۷۱     | صعود به مرحله‌گروهی لیگ قهرمانان |
| ۴    | سویا            | ۳۸   | ۱۸  | ۱۶    | ۴    | ۵۳     | ۳۰       | ۲۳+      | ۷۰     | صعود به مرحله‌گروهی لیگ قهرمانان |
| ۵    | رئال بتیس       | ۳۸   | ۱۹  | ۸     | ۱۱   | ۶۲     | ۴۰       | ۲۲+      | ۶۵     | صعود به مرحله‌گروهی لیگ اروپا    |

1. ↑  از آنجایی که برنده کوپا دل ری ۲۲–۲۰۲۱، یعنی رئال بتیس، در حال حاضر بر اساس رتبه خود در لیگ واجد شرایط رقابت های اروپایی است، سهمیه لیگ اروپا که به رتبه پنجم لیگ اعطا می‌شد به تیم ششم تعلق می‌گیرد. سهمیه لیگ کنفرانس اروپا نیز که به تیم ششم اعطا می‌شد به تیم هفتم تعلق می‌گیرد.

#### روند هفته به هفت
| زمین  | م | خ | خ | م | خ | م | م |  |  |  |  |  |  |  |  |  |  |  |
| نتیجه | پ | پ | ت | پ | ت | پ | ش |  |  |  |  |  |  |  |  |  |  |  |
| وضعیت | ۴ | ۲ | ۵ | ۲ | ۲ | ۲ | ۴ |  |  |  |  |  |  |  |  |  |  |  |

آخرین بروزرسانی: ۲۱ سپتامبر ۲۰۲۱.
منبع: https://www.laliga.com/en-GB/laliga-santander/classification

زمین: م = مهمان، خ = خانه. نتیجه: ت = تساوی، ش = شکست، پ = پیروزی.

- بازی‌ها براساس ترتیب برگزاری مرتب شده است.